# Hospital Familiar de El Carmen
El Hospital Comunitario de Salud Familiar de El Carmen u Hospital Familiar de El Carmen es un recinto de salud de Chile, ubicado en la localidad de El Carmen, en la Región de Ñuble. Recibe pacientes de las comunas de San Ignacio y El Carmen.

## Historia
Los primeros antecedentes de un recinto de salud en la localidad de El Carmen, se remontan a consecuencia del Terremoto de Chillán de 1939, cuyo primer recinto fue una "casa de socorro" en beneficio a las víctimas del sismo. Posteriormente, bajo las legalidades correspondientes, el lugar toma el nombre de Hospital San Juan de Dios de El Carmen, funcionando en calle Juvenal Hernández 448.
El actual edificio corresponde a una construcción realizada en 1989, donde el recinto cambia a calle Isabel Riquelme 448.

## Servicios
Los servicios que ofrece el recinto hospitalario abarcan la oftalmología, psiquiatría infantil, electrocardiograma, endoscopia, obstetricia y ginecología, además de un servicio de telemedicina con profesionales del Hospital Clínico Herminda Martin.